# 馬爾伯里格羅夫 (喬治亞州)
馬爾伯里格羅夫（英語：Mulberry Grove）是位於美國喬治亞州哈里斯縣的一個非建制地區。該地的面積和人口皆未知。

## 地理
馬爾伯里格羅夫的座標為32°39′46″N 84°57′27″W / 32.66278°N 84.95750°W，而該地的平均海拔高度為194米（即636英尺）。